# 파키리노사우루스
파키리노사우루스(Pachyrhinosaurus)는 백악기 후기의 북아메리카에서 살았던 켄트로사우루스아과의 공룡이다. 속명의 뜻은 '두꺼운 코를 가진 도마뱀'을 의미한다.

## 특징

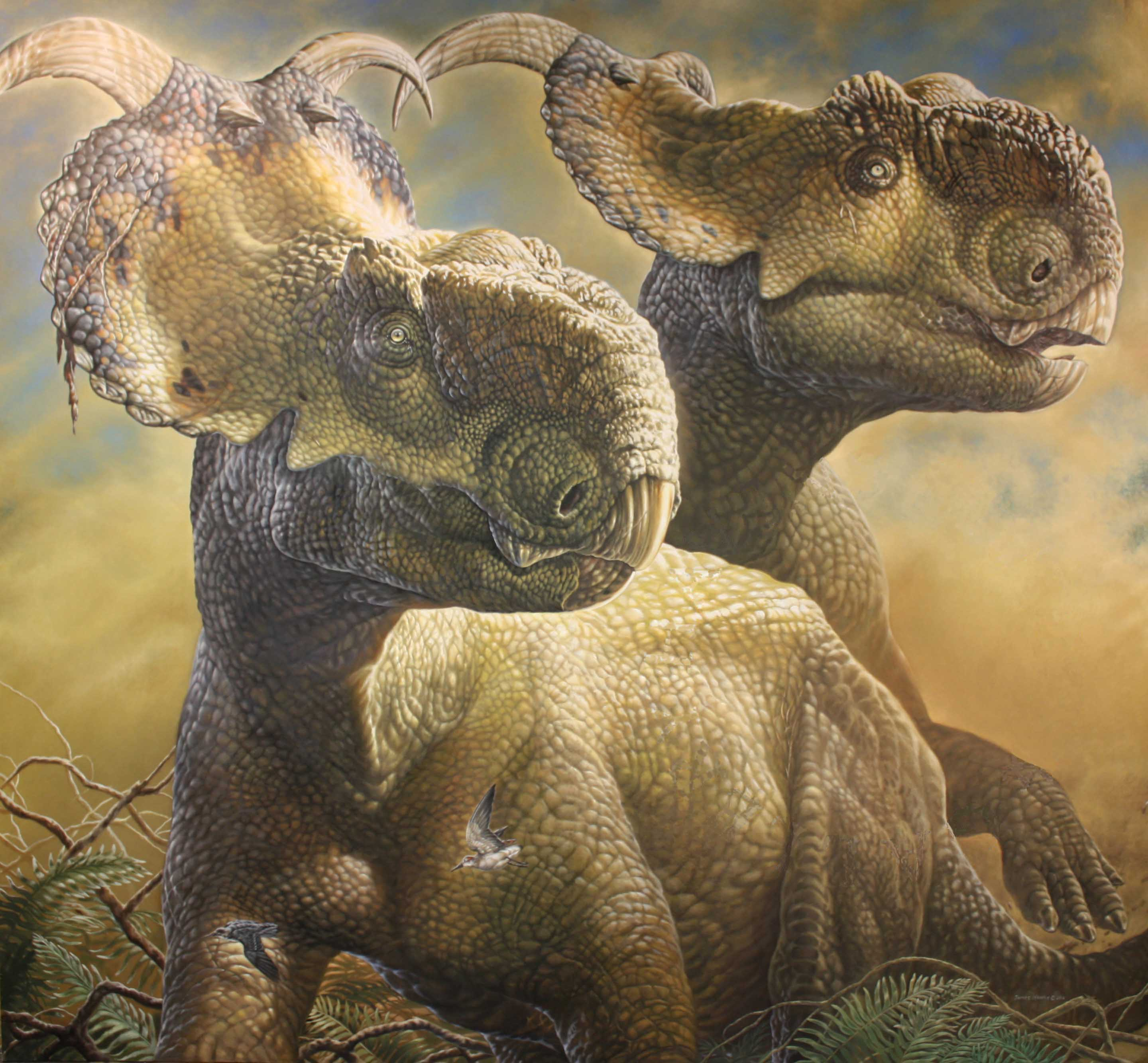
P. perotorum 두 마리의 복원된 모습

파키리노사우루스 종 중 가장 큰 것은 몸길이가 8 미터에 달한다. 몸무게는 4 톤 정도였을 것이다. 이들은 초식성이었으며 볼 쪽에는 질기고 섬유질이 많은 식물을 씹는데 도움을 주는 강력한 이빨을 가지고 있었다.
파키리노사우루스의 두개골에는 뿔 대신에 납작한 돌기가 있었다. 코 위의 돌기는 컸고 눈 위의 돌기들은 그보다 작았다. 프릴에는 한 쌍의 큰 뿔이 위쪽으로 자라났다. 두개골에는 개체나 종에 따라 조금씩 다르지만 작은 뿔들이나 장식들이 여럿 있었다. P. canadensis 와 P. perotorum 에서는 코와 눈 위의 돌기가 거이 같이 자라나서 좁은 홈만을 사이에 두고 있다. P. lakustai에는 두 돌기 사이가 멀리 떨어져 있다. P. canadensis 와 P. lakustai 에서는 프릴에 작고 굽어서 뒤쪽으로 뻗어있는 두 개의 뿔이 달려있다. 이 뿔은 P. perotorum 에서는 볼 수 없으며 P. lakustai 의 일부 표본에서도 찾아볼 수 없는 것으로 보아 나이나 성에 따라 차이가 있었던 것으로 보인다.
코 위의 돌기에 있는 다양한 장식으로 파키리노사우루스의 종을 구분한다. P. lakustai 와 P. perotorum 은 코 위 돌기의 끝부분에 깔쭉깔쭉하고 빗살같은 구조가 있는데 P. canadensis에는 없다. P. perotorum 은 코 위 돌기의 뒤쪽 가운데 쯤에 독특하게 좁은 돔을 가지고 있으며 P. lakustai는 돌기의 앞쪽에 둥글게 튀어나온 구조를 가지고 있다. P. canadensis는 둥근 모양인데 위쪽은 평평하다. P. perotorum 은 프릴의 위쪽 가장자리에 앞쪽, 그리고 아래쪽으로 튀어나온 납작한 뿔을 가지고 있다. P. lakustai는 눈 뒤, 프릴 가운데쯤에 빗 같은 뿔을 하나 가지고 있다.

## 발견과 종들

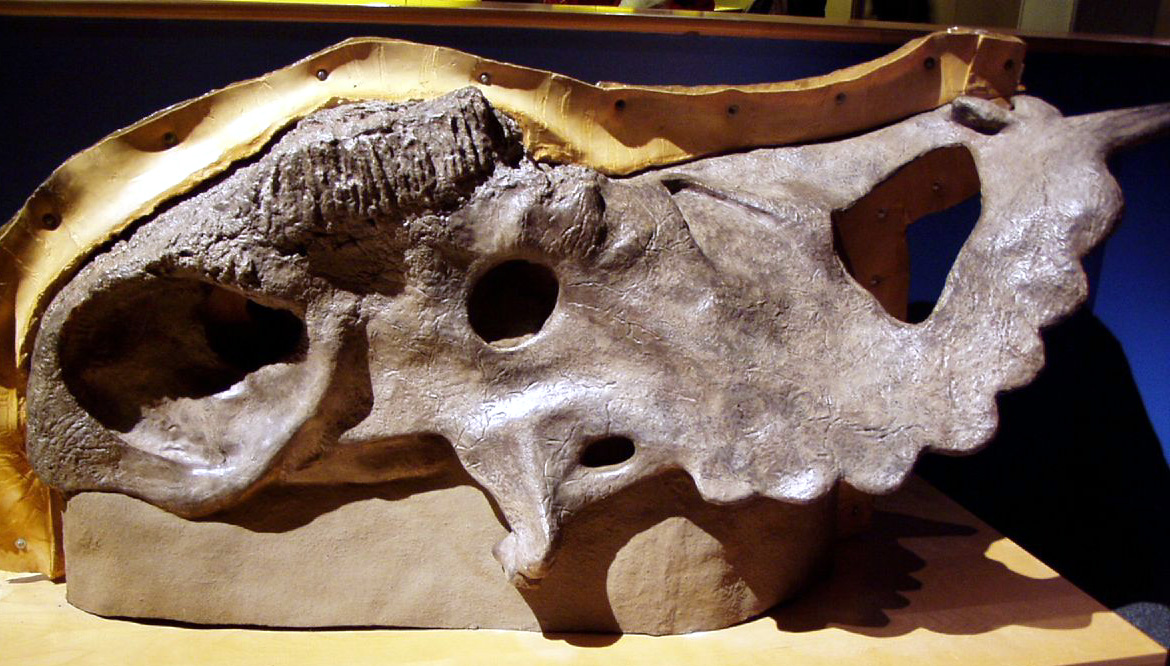
P. canadensis 의 두개골. 왕립 티렐 박물관

파키리노사우루스 카나덴시스는 1950년에 찰스 M. 스턴버그가 불완전한 두개골인 완모식표본 NMC 8867 과 역시 불완전한 두개골인 부모식표본 NMC 8866 에 기반하여 보고했다. NMC 8866 은 두개골의 앞쪽을 포함하고 있었으나 오른쪽 아래턱과 "부리" 가 없었다. 이 두개골들은 1945년와 1946년에 캐나다 앨버타 주의 호스슈캐년 층 (Horseshoe Canyon Formation)의 모래가 많은 이암 층에서 수집되었다. 향후 추가 표본이 앨버타 주 레스브리지 부근 스캐비 버트 지역의 세인트메리리버 층(St. Mary River Formation), 7400만년에서 6600만년의 연대를 가지는 육성퇴적층에서 발견될 것으로 보인다. 이 장소는 1880년대에 이 지역에서 최초로 공룡화석이 발견된 장소 중 하나이다. 제 2차 세계대전이 끝난 직후, 예비 발굴이 이루어지기 전에는 이 발견의 중요성이 알려지지 않았다.
1955년에 스캐비 버트 지역에서 파키리노사우루스의 두개골이 하나 더 발견되었고, 1957년에 완 랭스턴 2세와 소수의 인원이 추가로 파키리노사우루스 화석을 발굴했다. 캘거리 대학은 이 위치를 다시 조사하여 고생물학을 공부하는 대학생들을 위한 야외조사학교를 열 계획을 가지고 있다.
스캐비 버트 지역에서 발견된 NMC 21863, NMC 21864, NMC 10669 등 여러 표본들 역시 1975년에 W. 랭스턴 2세에 의해 파키리노사우루스로 분류되었다.

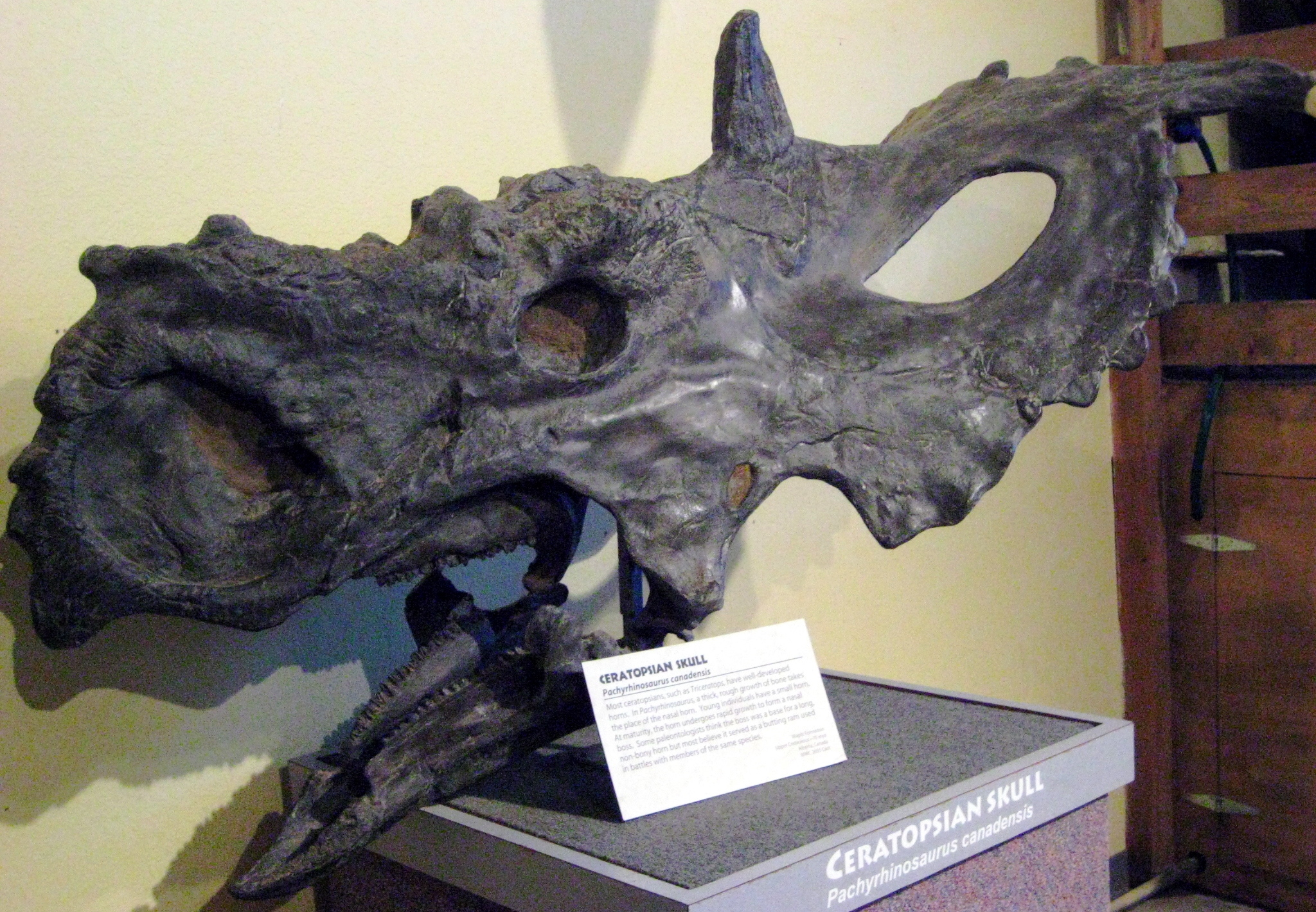
P. lakustai 의 두개골

앨버타 주 북서부 비버랏지 남쪽의 와피티 강에서 파키리노사우루스의 뼈층이 또 하나 발견되어 왕립 티렐 박물관의 직원들이 1980년대 후반에 잠시 발굴작업을 했다. 현재는 알버타 대학의 연구진들이 2006년부터 매년 여름에 2 주 정도씩 작업을 하고 있다. 이 위치에서 발견된 화석들은 파키리노사우루스 카나덴시스에 가까운 것으로 보인다. 1974년에 앨버타 주 그란데 프레이리의 과학 교사인 앨 라쿠스타가 파이프스톤크릭 (Pipestone Creek) 을 따라 위치한 커다란 뼈층을 발견했다. 왕립 티렐 고생물학 박물관의 직원들과 자원봉사자들이 1986년에서 1989년 사이에 이 지역에서 발굴을 진행했고 고생물학자들이 뼈들로 이루어진 크고 두꺼운 지층 단면을 발견했다. 1 제곱미터에 최고 100 개의 뼈가 보존되어 있어 전체 3500 개의 뼈와 14 개의 두개골이 발견되었다. 대량 사망 사건이 일어난 위치였던 것으로 보이는데, 홍수 중에 강을 건너려다 실패한 것일 수 있다. 발견된 화석 중에는 어린 개체에서부터 다 자란 공룡까지 서로 다른 네 개의 연령대의 골격들이 있어서 파키리노사우루스가 새끼를 돌보았다는 것을 알 수 있다. 성체의 두개골의 돌기들은 올록하게 튀어나온 것과 볼록하게 들어간 것을 모두 가지고 있으며 유니콘처럼 눈 뒤쪽 마루뼈에 뿔을 가지고 있는 것도 있었다. 움푹 들어간 형태의 두개골은 침식으로 생긴 것일 가능성이 있어 암/수 간의 차이를 보여주는 것은 아닐 수 있다.

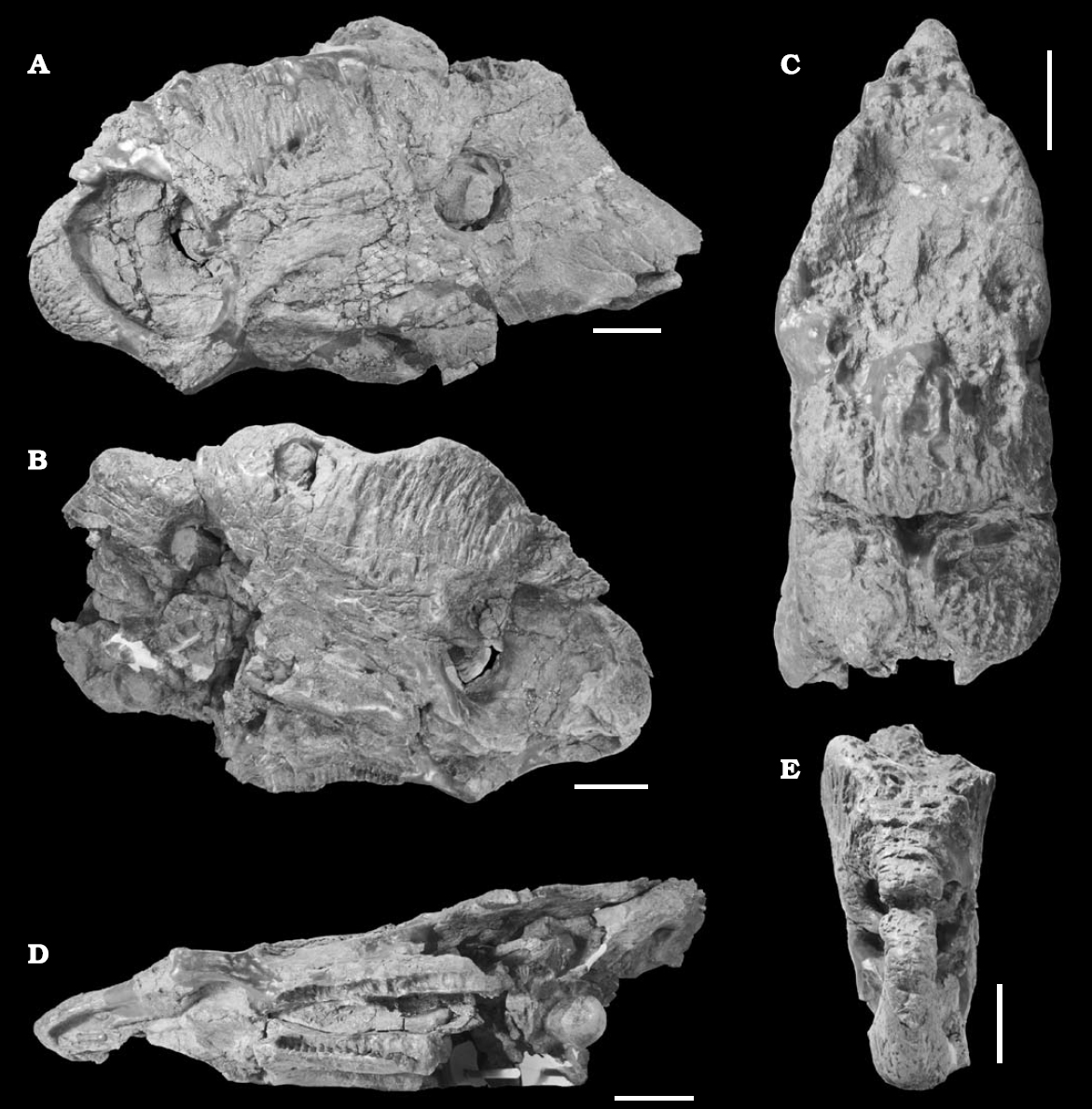
P. perotorum 의 완모식표본

2008년에 필립 커리, 왠 랭스컨 2세, 그리고 대런 탄케가 파이프스톤크릭의 파키리노사우루스의 두개골을 기재한 자세한 전문논문을 발표하면서 발견자의 이름을 따서 파키리노사우루스의 두번째 종인 P. lakustai를 명명했다.
2013년에 피오릴로와 동료들이 파키리노사우루스 페로토룸으로 분류할 수 있는 새로운 표본인 불완전한 코뼈를 보고했다. 알라스카 북부의 이것은 키칵-테고세악 채석장에서 수집된 것이다. 이 뼈의 표본번호는 DMNH 21460 로 미성숙한 개체의 것이다. 이 발견으로 파키리노사우루스의 생존연대가 더 길어졌다. 코뼈 위쪽에는 큰 장식이 있어 성장의 중간 단계에 있다는 것을 보여준다. 특기할 만한 것은 저자들이 코뼈의 뒤쪽 부분에서 "파키리노사우루스의 다른 종들에서는 볼 수 없었던 복잡한 외피(integument)가 있었다"는 증거가 있다고 지적한 점이다. 코뼈 돌기의 위쪽 표면에 두꺼운 패드 내지는 덮개 같은 각질층이 있다.
앨버타와 알라스카에서 10 개 이상의 두개골 일부와 여러 종의 기타 화석들이 발견되었다. 1980년대까지 상당수의 화석들이 연구에 이용될 수 없었기 때문에 상대적으로 최근에야 파키리노사우루스에 대한 관심이 높아졌다. 세 종이 알려져 있다. P. lakustai는 와피티 층에서 발견되었는데 뼈층의 층준은 베어포 층 상부 및 호스슈캐년 층 하부와 대략 동일한 시대에 퇴적된 것으로 약 7350만년에서 7250만년 전의 연대를 가진다. P. canadensis는 이보다 더 최근으로 호스슈캐년 층의 하부, 7150만년에서 7100만년의 연대를 가진다 가장 최근의 종인 P. perotorum 은 알라스카의 프린스크릭 층에서 발견된 것으로 7000만년에서 6900만년 정도의 연대를 가진다. 세 종을 가진 파키리노사우루스는 켄트로사우루스아과에서는 가장 많은 종을 거느린 속이다. 파키리노사우루스는 앨버타 주의 그랜드 프레이리에서 열린 2010년 극지 동계 경기의 마스코트로 선정되었다.

### 분류
아래의 분지도는 현재까지 알려진 모든 파키리노사우루스 종들의 계통발생학적 위치를 피오릴로와 티코스키의 2011년 연구에 따라 보여주고 있다 (파키리노사우루스족들에 속하는 공룡들만 포함되었다).
|  | 루베오사우루스 오바투스             |
|  |                                     |

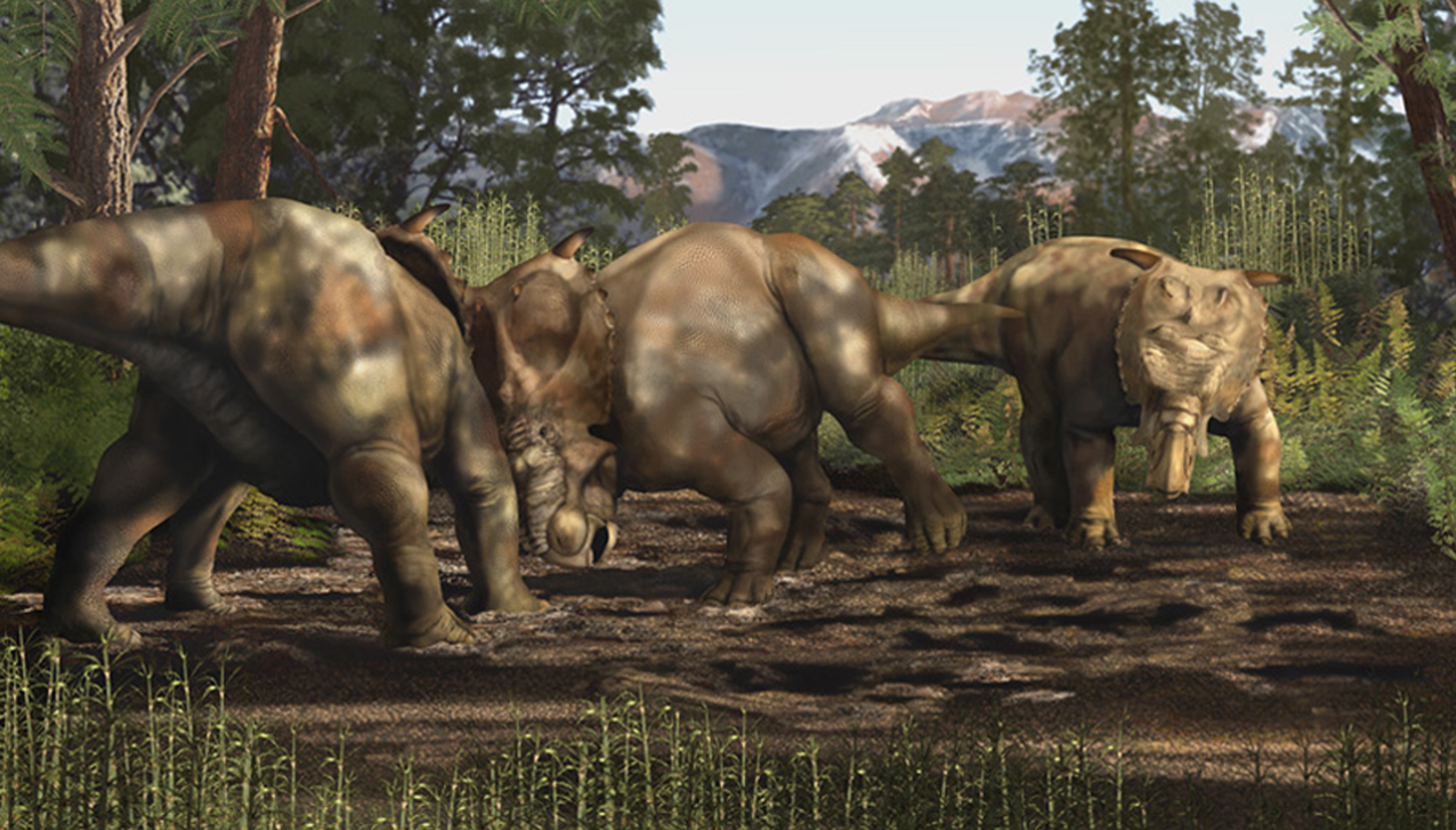
같은 종의 개체들끼리 싸움을 하고 있는 P. perotorum

|  | 에이니오사우루스 프로쿠르비코르니스 |
|  |                                     |

|  | 파키리노사우루스 라쿠스타이                                                               |
|  |                                                                                           |
|  | \| \| 파키리노사우루스 카나덴시스 \| \| \| \| \| \| 파키리노사우루스 페로토룸 \| \| \| \| |
|  |                                                                                           |
|  | 파키리노사우루스 카나덴시스                                                               |
|  |                                                                                           |
|  | 파키리노사우루스 페로토룸                                                                 |
|  |                                                                                           |

|  | 파키리노사우루스 카나덴시스 |
|  |                             |
|  | 파키리노사우루스 페로토룸   |
|  |                             |

|  | 파키리노사우루스 라쿠스타이                                                               |
|  |                                                                                           |
|  | \| \| 파키리노사우루스 카나덴시스 \| \| \| \| \| \| 파키리노사우루스 페로토룸 \| \| \| \| |
|  |                                                                                           |
|  | 파키리노사우루스 카나덴시스                                                               |
|  |                                                                                           |
|  | 파키리노사우루스 페로토룸                                                                 |
|  |                                                                                           |

|  | 파키리노사우루스 카나덴시스 |
|  |                             |
|  | 파키리노사우루스 페로토룸   |
|  |                             |

|  | 파키리노사우루스 라쿠스타이                                                               |
|  |                                                                                           |
|  | \| \| 파키리노사우루스 카나덴시스 \| \| \| \| \| \| 파키리노사우루스 페로토룸 \| \| \| \| |
|  |                                                                                           |
|  | 파키리노사우루스 카나덴시스                                                               |
|  |                                                                                           |
|  | 파키리노사우루스 페로토룸                                                                 |
|  |                                                                                           |

|  | 파키리노사우루스 카나덴시스 |
|  |                             |
|  | 파키리노사우루스 페로토룸   |
|  |                             |

|  | 파키리노사우루스 라쿠스타이                                                               |
|  |                                                                                           |
|  | \| \| 파키리노사우루스 카나덴시스 \| \| \| \| \| \| 파키리노사우루스 페로토룸 \| \| \| \| |
|  |                                                                                           |
|  | 파키리노사우루스 카나덴시스                                                               |
|  |                                                                                           |
|  | 파키리노사우루스 페로토룸                                                                 |
|  |                                                                                           |

|  | 파키리노사우루스 카나덴시스 |
|  |                             |
|  | 파키리노사우루스 페로토룸   |
|  |                             |

|  | 루베오사우루스 오바투스             |
|  |                                     |
|  | 에이니오사우루스 프로쿠르비코르니스 |
|  |                                     |

|  | 파키리노사우루스 라쿠스타이                                                               |
|  |                                                                                           |
|  | \| \| 파키리노사우루스 카나덴시스 \| \| \| \| \| \| 파키리노사우루스 페로토룸 \| \| \| \| |
|  |                                                                                           |
|  | 파키리노사우루스 카나덴시스                                                               |
|  |                                                                                           |
|  | 파키리노사우루스 페로토룸                                                                 |
|  |                                                                                           |

|  | 파키리노사우루스 카나덴시스 |
|  |                             |
|  | 파키리노사우루스 페로토룸   |
|  |                             |

|  | 파키리노사우루스 라쿠스타이                                                               |
|  |                                                                                           |
|  | \| \| 파키리노사우루스 카나덴시스 \| \| \| \| \| \| 파키리노사우루스 페로토룸 \| \| \| \| |
|  |                                                                                           |
|  | 파키리노사우루스 카나덴시스                                                               |
|  |                                                                                           |
|  | 파키리노사우루스 페로토룸                                                                 |
|  |                                                                                           |

|  | 파키리노사우루스 카나덴시스 |
|  |                             |
|  | 파키리노사우루스 페로토룸   |
|  |                             |

|  | 파키리노사우루스 라쿠스타이                                                               |
|  |                                                                                           |
|  | \| \| 파키리노사우루스 카나덴시스 \| \| \| \| \| \| 파키리노사우루스 페로토룸 \| \| \| \| |
|  |                                                                                           |
|  | 파키리노사우루스 카나덴시스                                                               |
|  |                                                                                           |
|  | 파키리노사우루스 페로토룸                                                                 |
|  |                                                                                           |

|  | 파키리노사우루스 카나덴시스 |
|  |                             |
|  | 파키리노사우루스 페로토룸   |
|  |                             |

|  | 파키리노사우루스 라쿠스타이                                                               |
|  |                                                                                           |
|  | \| \| 파키리노사우루스 카나덴시스 \| \| \| \| \| \| 파키리노사우루스 페로토룸 \| \| \| \| |
|  |                                                                                           |
|  | 파키리노사우루스 카나덴시스                                                               |
|  |                                                                                           |
|  | 파키리노사우루스 페로토룸                                                                 |
|  |                                                                                           |

|  | 파키리노사우루스 카나덴시스 |
|  |                             |
|  | 파키리노사우루스 페로토룸   |
|  |                             |

## 고생태학

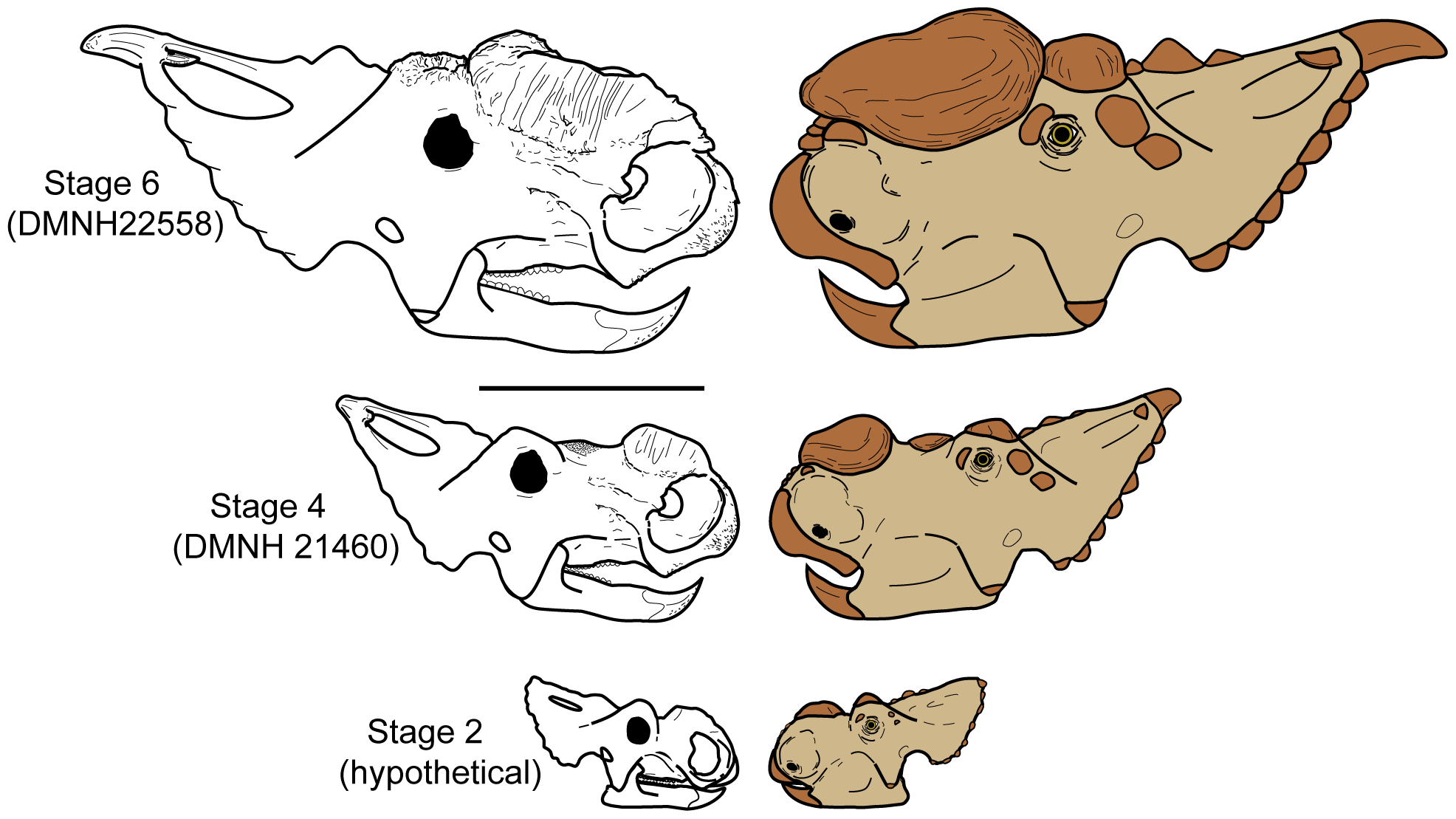
성장단계에 따른 P. perotorum 두개골의 차이

### 서식지 - 세인트메리리버 층
세인트메리리버 층은 정확한 방사성동위원소 연대측정이 이루어진 것은 아니지만 층서대비를 통해 7400만년에서 6600만년 전, 샹파뉴절과 마스트리흐트절 후기에 퇴적되었다는 것이 알려져있다. 이 시기는 대륙 한가운데의 베어포 수로 (Bearpaw Seaway) 가 마지막으로 후퇴하고 있던 때였다. 세인트메리리버 층은 남쪽으로는 몬태나 주의 글래시어 카운티에서부터 북쪽으로는 앨버타 주의 리틀보우 강에 이른다. 세인트메리리버 층은 앨버타 남서부에 위치하여 서쪽으로는 록키산맥에서부터 동쪽으로는 캐나다 순상지에 걸쳐 있는 서캐나다 퇴적분지의 일부다. 호스슈캐년 층과 동시대의 지층이기도 하다. 공룡들이 살았던 지역의 서쪽은 산맥으로 막혀 있었으며 고대의 시내, 작은 연못, 강, 그리고 범람원 등이 위치하고 있었다.

### 고동물군 - 세인트메리리버 층
파키리노사우루스와 같은 환경에서 살았던 공룡들로는 각룡류인 안키케라톱스와 몬타노케라톱스 케로린쿠스, 갑옷으로 덮인 노도사우루스류인 에드몬토니아 론기켑스, 오리주둥이 하드로사우루스류 에드몬토사우루스 레갈리스, 수각류 사우로르니토이데스, 사우로르니톨레스테스와 트로오돈, 조각류인 것으로 보이는 테스켈로사우루스 그리고 이 환경에서 최상위 포식자였던 것으로 보이는 티라노사우루스과의 알베르토사우루스 등이 있었다. 세인트메리리버 층에서 파키리노사우루스 당시에 살았던 척추동물들로는 조기어류인 아미아(Amia fragosa), 레피소스테우스(Lepisosteus), 벨로노스토무스(Belonostomus longirostris), 파랄불라(Paralbula casei), 플라타코돈(Platacodon nanus)와 모사사우루스류인 플리오플라테카르푸스, 거북 종류인 보레미스(Boremys) 그리고 이궁류 파충류인 캄프소사우루스 등이 있었다. 이 지역에 포유류들도 살았는데 투르기도돈(Turgidodon russelli), 키몰레스테스(Cimolestes), 디델포돈, 렙탈레스테스, 키몰로돈, 그리고 파라키멕소미스 등이 있다.  이 생태계의 무척추동물로는 연체동물로 굴 종류인 크라소스트레아(Crassostrea wyomingensis), 작은 조개인 아노미아(Anomia), 그리고 달팽이류인 멜라니아(Melania) 등이 있다. 수생 속씨식물인 트라파고(Trapago angulata), 양서식물인 양치류 히드롭테리스(Hydropteris pinnata), 뿌리줄기 식물, 침엽수 등의 식물도 살았다.

### 서식지 - 호스슈캐년 층

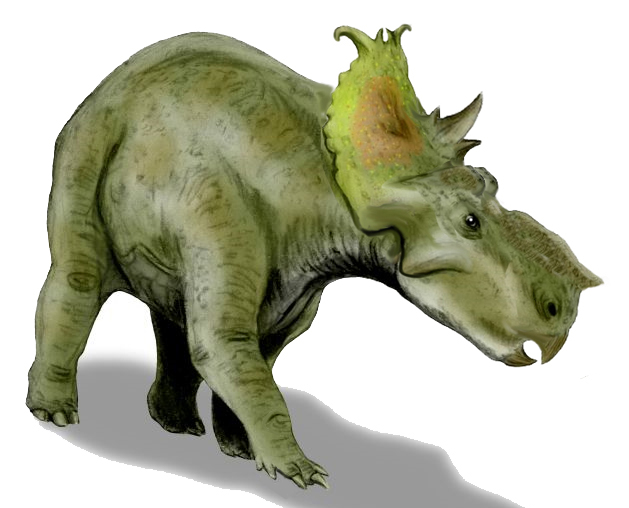
P. lakustai의 복원도

호스슈캐년 층은 방사성동위원소 연대측정법에 의해 7400만년에서 6700만년의 연대를 가지는 것으로 밝혀졌다. 이 층은 서부 내해 수로(Western Interior Seaway)가 천천히 후퇴하던 백악기 후기 샹파뉴절과 마스트리흐트절에 퇴적되었다. 호스슈캐년 층은 육성층으로 에드먼튼에 위치한 배틀 층과 화이트머드 층원을 포함하는 에드먼튼 층군의 일부이다. 공룡들이 살았던 계곡에는 사행천과 곧게 뻗은 강, 토탄 늪, 강 삼각주, 범람원, 해안 및 습지 등이 있었다. 해수면 높이가 변화하고 있었기 때문에 호스슈캐년 층에는 원해 및 근해 해양환경, 석호나 조간대와 같은 해안 환경등 다양한 환경이 나타난다.
이 지역은 습하고 따뜻한 온대 내지 아열대 기후였다. 샹파뉴절-마스트리흐트절 경계 직전에 이 지역의 연평균기온과 강수량이 급격히 떨어졌다. 이 층의 공룡들은 에드먼튼 육상척추동물시대의 일부를 이루며 상부 및 하부 지층들의 동물군과는 뚜렷히 구분된다.
저위도 지방의 고지대 생물상은 고위도 지방의 저지대 생물상과 유사하다. 백악기의 생태계에도 이와 비슷한 현상이 있었을 수 있다. 예를 들면 파키리노사우루스 종들은 알라스카에서도, 앨버타 남부의 고지대 환경에서도 발견된다.
에드먼튼 시대 동안 북아메리카의 북부 생물군계에는 켄트로사우루스아과 공룡의 다양성이 줄어드는 경향이 있었으며 파키리노사우루스만이 살아남았다. 파키리노사우루스는 에드몬토사우루스와 함께 해안가에 살던 동물군의 일부를 구성했던 것으로 보인다.

### 고동물군 - 호스슈캐년 층
P. canadensis는 안킬로사우루스과 아노돈토사우루스 람베이, 에드몬토니아 론기켑스, 유오플로케팔루스 투투스와 마니랍토라인 아트로키랍토르 마르샬리, 에피키로스테노테스 쿠리에이, 리카르도에스테시아 길모레이, 리카르도에스테시아 이소스켈레스, 트로오돈과의 파로니코돈 라쿠스트리스와 명명되지 않은 트로오돈 종 하나, 알바레즈사우루스과 수각류인 알베르토니쿠스 보레알리스, 오르니토미무스과의 드로미케이오미무스 브레비테르티우스, 오르니토미무스 에드몬토니쿠스, 명명되지 않은 스트루티오미무스 종 하나, 후두류 스테고케라스, 스파에로톨루스 에드몬토넨시스, 조각류인 파르크소사우루스 와레니, 하드로사우루스과 에드몬토사우루스 레갈리스, 히파크로사우루스 알티스피누스, 사우롤로푸스 오스보르니, 각룡류 안키케라톱스 오르나투스, 아르히노케라톱스 브라키옵스, 에오트리케라톱스 제린술라리스, 몬타노케라톱스 케로린쿠스, 원시적인 티라노사우루스상과 드립토사우루스와 이 환경의 최상위 포식자였던 티라노사우루스과의 알베르토사우루스, 고르고사우루스, 다스플레토사우루스 등의  공룡들과 함께 살았다. 이 공룡들 중에 수적으로는 하드로사우루스류가 가장 많아서 이 지역 공룡들의 절반 정도를 차지했다. 호스슈캐년 층에 파키리노사우루스와 함께 살았던 척추동물들로는 파충류, 양서류들도 있었다. 상어, 가오리, 철갑상어, 보우핀, 가아, 그리고 가아 비슷하게 생긴 아스피도린쿠스 등이 어류 동물군을 구성했다. 거북이나 악어 등의 파충류는 호스슈캐년 층에 드문데, 당시의 상대적으로 추운 기후를 반영하는 것으로 생각된다. 퀴니와 동료들의 2013년 연구에서는 거북 다양성의 감소가 이전에는 기후때문인 것으로 생각되었으나 토양 유출 환경의 변화와 일치하는 것으로 나타나 습도, 지형의 불안정성, 그리고 이주를 방해하는 장애물 등에 제한을 받았다는 점을 보여주었다. 해수에 사는 장경룡 레우로스폰딜루스도 있었으며 민물환경에는 거북류, 캄프소사우루스, 그리고 악어와 유사한 레이디오수쿠스와 스탄게로캄프사 등이 살았다. 다구치류와 초기 유대류인 디델포돈 코이이도 살았다는 증거가 있다. 척추동물의 흔적화석으로는 수각류, 각룡류 및 조각류 등의 보행렬이 있어서 이들 동물이 살았다는 것을 보여준다.  해양 및 육지 무척추동물들도 볼 수 있다.